# Syringolaimus loofi
Syringolaimus loofi is een rondwormensoort uit de familie van de Ironidae. De wetenschappelijke naam van de soort is voor het eerst geldig gepubliceerd in 1985 door Gourbault & Vincx.